# 904 (szám)
A 904 (római számmal: CMIV) egy természetes szám.

## A szám a matematikában
A tízes számrendszerbeli 904-es a kettes számrendszerben 1110001000, a nyolcas számrendszerben 1610, a tizenhatos számrendszerben 388 alakban írható fel.
A 904 páros szám, összetett szám, kanonikus alakban a 23 · 1131 szorzattal, normálalakban a 9,04 · 102 szorzattal írható fel. Nyolc osztója van a természetes számok halmazán, ezek növekvő sorrendben: 1, 2, 4, 8, 113, 226, 452 és 904.
A 904 négyzete 817 216, köbe 738 763 264, négyzetgyöke 30,06659, köbgyöke 9,66918, reciproka 0,0011062. A 904 egység sugarú kör kerülete 5679,99952 egység, területe 2 567 359,782 területegység; a 904 egység sugarú gömb térfogata 3 094 524 323,9 térfogategység.